# Clathrina compacta
Clathrina compacta är en svampdjursart som först beskrevs av Schuffner 1877.  Clathrina compacta ingår i släktet Clathrina och familjen Clathrinidae. Inga underarter finns listade i Catalogue of Life.